# 1793 в Україні

## Події
- 5 січня 1793 — Пруссія та Росія підписали в Санкт-Петербурзі конвенцію про Другий поділ Польщі, за якою Річ Посполита втрачала половину території, — до Пруссії відійшли міста Гданськ, Торунь, частина Мазовії і половина Краківського воєводства з містом Ченстохов, до Росії — значна частина Білорусі та України.
- 24 квітня 1793 — На території земель Правобережної України указом російського царя утворена єдина Мінсько-Ізяславсько-Брацлавська православна єпархія, якій належало 329 церков. Очолив її щойно звільнений з польської в'язниці єпископ Віктор Садковський.
- Турбаївське повстання (1789—1793)

## Особи

### Народились
- 7 січня, Сильвестер Венжик Гроза (1793—1849) — польський письменник, публіцист. Представник «української школи» в польській літературі.
- 2 березня, Кеппен Петро Іванович (1793—1864) — академік, один із засновників Російського географічного товариства.
- 16 березня, Євгеній (Гакман) (1793—1873) — церковний, громадський, політичний та культурний діяч, перший Митрополит Буковини і Далмації.
- 1 травня, Кулик Пилип (1793—1863) — математик, фізик, голова Королівського Чеського Товариства Наук, склав таблиці першочисел та таблиці розкладу чисел.
- 27 серпня, Милорадович Олександр Григорович (1793—1868) — Чернігівський цивільний губернатор Російської імперії.
- 16 жовтня, Ян Машковський (1793—1865) — український художник, портретист.
- 21 грудня, Сомов Орест Михайлович (1793—1833) — український російськомовний письменник, літературний критик і журналіст.
- Верещинський Микола Михайлович (1793—1882) — український етнограф-фольклорист, педагог, меценат.
- Войцеховський Йосип Павлович (1793—1850) — лікар, сходознавець, синолог, маньчжурознавець.
- Анатолій Мартиновський (1793—1872) — український релігійний та освітній діяч, духовний письменник. Магістр Київської духовної академії. Ректор Курської та Новгородської духовних семінарій.
- Маслович Василь Григорович (1793—1841) — український та російський письменник, байкар, журналіст, засновник часопису «Харківський Демокрит».
- Скибицький Михайло Карлович (1793—1847) — учасник Війни за незалежність іспанських колоній в Америці, соратник Симона Болівара, біограф президента Венесуели Х. А. Паеса.

### Померли
- 21 січня, Леонард Марцін Свейковський (1750—1793) — польський шляхтич, військовик, урядник Речі Посполитої.
- 22 травня, Юзеф Мйончинський (1743—1793) — польський граф, генерал французьких військ. Белзький маршалок Барської конфедерації.
- 22 листопада, Максиміліян (Рило) (1719—1793) — релігійний діяч, василіянин. Єпископ Української Греко-Католицької Церкви; з 1759 року єпископ Холмський; з 1785 року єпископ Перемишльський.
- Глоба Лазар Остапович (? — 1793) — осавул Війська Запорозького.
- Текелій Петро Абрамович (1720—1793) — російський генерал, руйнатор Нової Січі.

## Засновані, створені
- Катеринославська суконна фабрика
- Брацлавське намісництво
- Волинське намісництво
- Богуславський округ
- Рожівський округ
- Державний дендрологічний парк «Олександрія» НАН України
- Церква Різдва Святої Богородиці (Іванків)
- Церква святого Архістратига Михаїла (Нова Могильниця)
- Червоногребельська ЗОШ І-ІІІ ступенів
- Маєток Стецьких
- Апостолове
- Василівка (Захарівський район)
- Володимирівка (Ширяївський район)
- Громівка (Новотроїцький район)
- Іванівка (Іванівський район, Одеська область)
- Капаклієве
- Копійкове
- Кушелівка
- Малігонове
- Машенька
- Миролюбівка (Богодухівський район)
- Михайлівка (Коростенський район)
- Новоєлизаветівка (Березівський район)
- Новоіванівка (Теофіпольський район)
- Новопетрівка Друга
- Новопетрівка Перша
- Новостепанівка (Знам'янська сільська громада)
- Новоукраїнка (Роздільнянський район)
- Петро-Євдокіївка
- Семенівка (Пологівський район)
- Слобода (Кагарлицький район)
- Тихонівка (Мелітопольський район)
- Флоріанівка
- Червоний Яр (Любашівський район)
- Юрів